# Serapias orientalis siciliensis
La serapide orientale siciliana (Serapias orientalis subsp. siciliensis Bartolo & Pulv., 1993) è una pianta appartenente alla famiglia delle Orchidacee, endemica della Sicilia.

## Descrizione
Presenta una infiorescenza densa, con 3-9 fiori. I sepali e i petali sono riuniti a formare un casco. Il labello è di colore bruno-rossastro, talora tendente al purpureo, con ipochilo reniforme, racchiuso solo in parte nel casco tepalico, ed epichilo lanceolato o cuoriforme, lungo 23–30 mm e largo 13–18 mm, densamente ricoperto da una peluria biancastra.
Si differenzia dalla sottospecie nominale (S. orientalis subsp. orientalis) per l'ipochilo più corto e l'epichilo più lungo e più largo.
La sottospecie S. orientalis subsp. apulica ha invece un labello di maggiori dimensioni, con epichilo più lanceolato, decisamente più stretto dell'ipochilo.
Fiorisce da marzo ad aprile.

## Biologia
Come la maggior parte delle specie di Serapias si riproduce per impollinazione entomofila grazie all'opera degli insetti pronubi cui offre riparo all'interno del casco tepalico.

## Distribuzione e habitat
Ha un areale ristretto alla Sicilia sud-orientale, ove è presente in un numero limitato di stazioni, con una popolazione complessiva di circa 1.500 esemplari.
Cresce in garighe a cisto, praterie ad ampelodesma, radure di sugherete, su substrati di arenaria calcifica, da 0 a 450 m di altitudine.

## Tassonomia
Questa entità è stata descritta per la prima volta nel 1993 dalle botaniche siciliane Giuseppina Bartolo e Santa Pulvirenti.
È una sottospecie riconosciuta dall'autorità tassonomica dei Royal Botanic Gardens di Kew e dal Gruppo Italiano per la Ricerca sulle Orchidee Spontanee (GIROS), mentre Delforge la considera una semplice varietà.
Appartiene alla sezione Bilamellaria - gruppo Serapias vomeracea, insieme di entità contraddistinte da callosità basale del labello divisa in due parti divergenti.
Il numero cromosomico di Serapias orientalis siciliensis è 2n=36.